# Fritz Bart
Fritz Bart (Gera, 29 de março de 1909 – 1 de dezembro de 1988) foi um comandante de U-Boot que serviu na Kriegsmarine durante a Segunda Guerra Mundial.